# Mačja Stena
Mačja Stena (cyr. Мачја Стена) – wieś w Serbii, w okręgu toplickim, w gminie Kuršumlija. W 2011 roku liczyła 8 mieszkańców.